# Little America (Wyoming)
Little America es un lugar designado por el censo ubicado en el condado de Sweetwater en el estado estadounidense de Wyoming. En el año 2010 tenía una población de 68 habitantes y una densidad poblacional de 3.38 personas por km².

## Geografía
Little America se encuentra ubicado en las coordenadas 41°33′14.92″N 109°51′1.12″O / 41.5541444, -109.8503111. Según la Oficina del Censo, la localidad tiene un área total de 20,1 km² (7,8 mi²), de la cual 20,1 km² (7,8 mi²) es tierra y 0 km² (0 mi²) (0.0%) es agua.

### Localidades adyacentes
El siguiente diagrama muestra a las localidades en un radio de 64 kilómetros (39,8 mi) de Little America.

## Demografía
En el 2000 la renta per cápita promedia del hogar era de $18.125, y el ingreso promedio para una familia era de $18.750. El ingreso per cápita para la localidad era de $7.407. En 2000 los hombres tenían un ingreso per cápita de $12.250 contra $8.750 para las mujeres. Ninguno de la población estaba bajo el umbral de pobreza nacional.